# Siringina
Syringin es un compuesto químico natural aislado por primera vez de Syringa vulgaris por Meillet en 1841. Desde entonces se ha encontrado para ser distribuido ampliamente a través de muchos tipos de plantas. También se le llama eleutherosida B, y se encuentra en el Eleutherococcus senticosus (ginseng siberiano). También se encuentra en el café de diente de león.
Químicamente, es el glucósido de alcohol sinapílico. 